# Marc Bella
Pour les articles homonymes, voir Bella.
Marc Bella ou Marco Bella, né le 7 octobre 1961 à Turin, est un patineur de vitesse sur piste courte français.

## Biographie
Lors des Championnats du monde en 1980 à Milan, il obtient le titre sur 500 mètres et la médaille de bronze au général.
Il remporte la médaille de bronze sur 1 000 m aux Jeux olympiques d'hiver de 1988 à Calgary, alors que le patinage de vitesse sur piste courte est un sport de démonstration. 
Champion d'Europe du 500 mètres, vice-champion d'Europe du 1000 mètres et troisième du 1500 mètres , il termine vice-champion d'Europe 1989 du classement général.
Il dispute les Jeux olympiques d'hiver de 1992 à Albertville, terminant cinquième en relais et 18e sur 1 000 m. Il est la même année médaillé de bronze en relais aux Championnats du monde 1992 à Denver.
Il est sacré champion de France de patinage de vitesse sur piste courte en 1980, 1981, 1982, 1983, 1984, 1985, 1988, 1989, 1990 et 1991.
Marc Bella est plusieurs fois recordman du monde sur les distances du 400 mètres, du 500 mètres et du 1000 mètres et plus d'une centaine de fois recordman de France toutes distances confondues.
Il arrête sa carrière sportive en 1994, et devient entraîneur national des équipes de France ; deux de ses élèves du club  d'Aoste (Italie) obtiennent deux médailles d'or aux Jeux olympiques d'hiver de 1994 à Lillehammer.
Fonctionnaire de police et ancien professeur adjoint d'EPS, il a été décoré de la Médaille d'or de la Jeunesse et des Sports, et a été le créateur de la Brigade des Rollers de la Police Nationale Française,.